# Acigné
Acigné är en kommun i departementet Ille-et-Vilaine i regionen Bretagne i nordvästra Frankrike. Kommunen ligger i kantonen Cesson-Sévigné som tillhör arrondissementet Rennes. År 2022 hade Acigné 6 911 invånare.

## Befolkningsutveckling
Antalet invånare i kommunen Acigné
Referens:INSEE